# Parafia św. Michała Archanioła w Michałkowicach
Parafia św. Michała Archanioła w Siemianowicach Śląskich-Michałkowicach – rzymskokatolicka parafia w dekanacie siemianowickim. Siedziba parafii znajduje się przy ulicy Kościelnej 1 w Siemianowicach Śląskich, w dzielnicy Michałkowice. Jest to najstarsza wspólnota parafialna na terenie Siemianowic Śląskich, której pierwsze pisane wzmianki pochodzą z XIV wieku. Obecny, neoromański kościół parafialny autorstwa Ludwiga Schneidera został poświęcony 12 czerwca 1910 roku. Z tej parafii pochodzi biskup Czesław Domin.

## Historia

### Początki
Parafia św. Michała Archanioła powstała według przypuszczeń w latach 1290–1310 na terenie wsi Michałkowice i jest jedną z najstarszych parafii w kasztelanii bytomskiej i dekanacie sławkowskim. Pierwsze potwierdzone wzmianki o parafii odnotowane w kolektoriach świętopietrza i dziesięcinach papieskich pochodzą z lat: 1325–1328 i okresu między 1336 a 1357 rokiem. Według dokumentów kolektora papieskiego Andrzeja z Verolo w 1326, wieś Michałkowice i budynek kościoła zostały opuszczone. W źródłach z lat 1363–1374 budynek kościoła uległ prawdopodobnie zniszczeniu. 14 lutego 1402 roku powstał nowy drewniany kościół ufundowany przez Macieja Wrochlika z Bytkowa. Ważną datą w historii parafii było powstanie pierwszej w okolicy przykościelnej szkoły w 1421 roku. Najstarszy opis kościoła pochodzi z roku 1598 i został sporządzony przez ks. Krzysztofa Kazimierskiego. Wokół ówczesnego kościoła znajdowały się zabudowania gospodarcze, ogrody i plebania.
W 1786 roku rozpoczęto rozbiórkę starego budynku kościoła i budowę nowego murowanego w stylu późnobarokowym. Patronami budowy byli: Antoni Rheinbaben, Lazarus Henckel von Donnersmarck, Johann Nepomucen von Kloch, Józef Mikusz i ks. proboszcz Wojciech Pawlikowski. 21 października 1787 roku poświęcono nowy kościół. Był on skromny na planie czworoboku i mieścił jedynie 600 osób. W 1829 roku dobudowano wieżę, a 1858 roku boczne skrzydła, kryptę i kaplicę. Dzięki przebudowie świątynia mieściła ponad dwa razy więcej wiernych. Mimo to kościół z biegiem lat stawał się zbyt mały dla zwiększającej się liczby mieszkańców okolicznych terenów, co było spowodowane rozwojem przemysłu.
Michałkowicka parafia od początku swojego istnienia do 1811 roku należała do diecezji krakowskiej. Wówczas to biskup krakowski zrzekł się na rzecz biskupa wrocławskiego zwierzchnictwa nad dekanatem bytomskim i pszczyńskim, co zostało potwierdzone bullą papieską z 1821 roku.

### Powstanie neoromańskiego kościoła

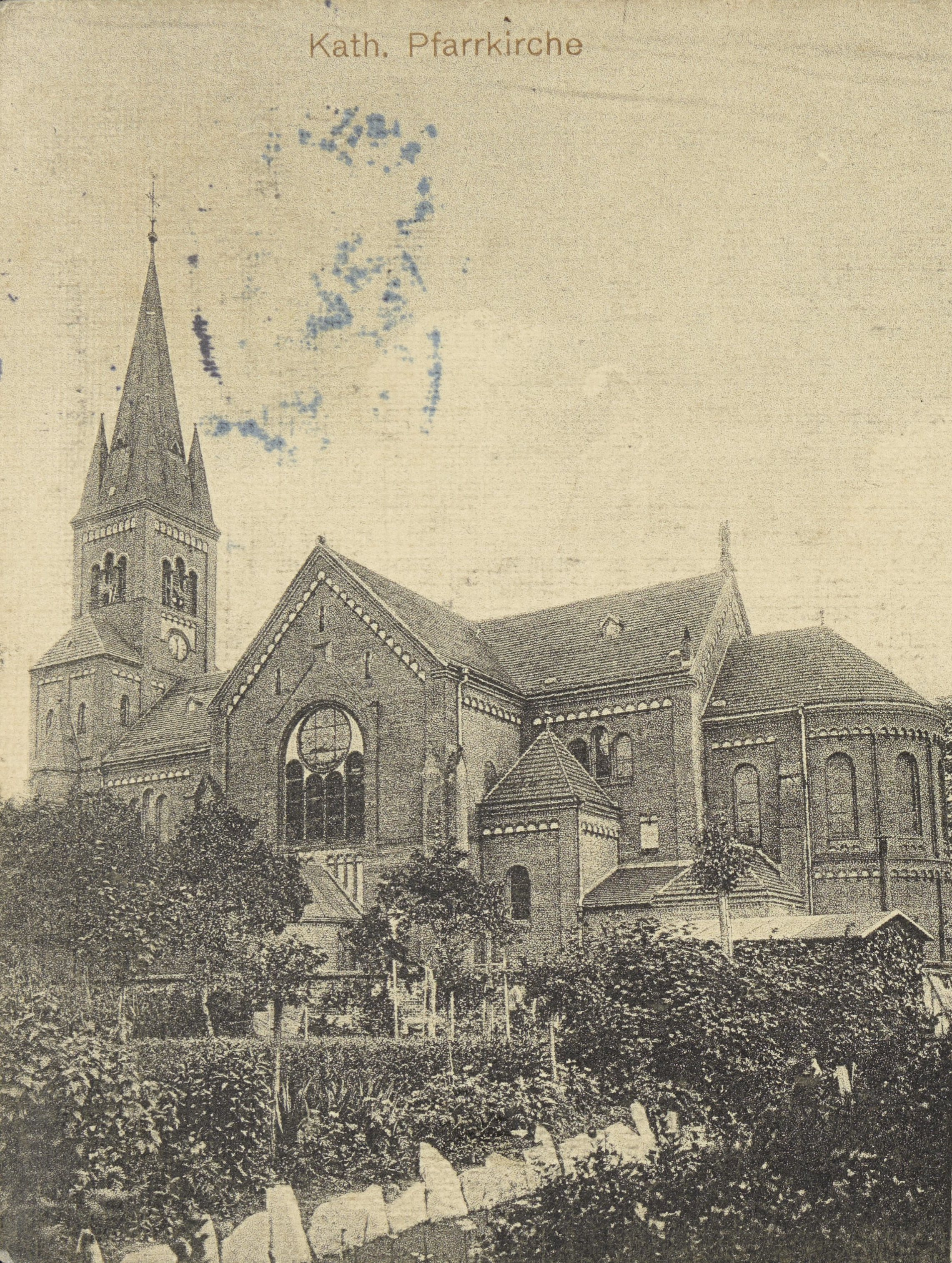
Kościół parafialny w 1916 roku

Budowę nowej, obecnie funkcjonującej fary rozpoczęto 1 października 1902 roku według projektu architekta Ludwiga Schneidera. Kamień węgielny poświęcono 26 kwietnia 1903 roku. Kosztującą około 200 tysięcy marek budowę ukończono w 1904 roku. 2 czerwca 1910 roku biskup metropolita wrocławski Georg Kopp dokonał konsekracji kościoła. Rozbudowano w tym samym plebanię (podwyższono parterowy budynek o nadbudowane piętro), a proboszcz ks. Maximilian Gerlich ufundował szpital dla starców nazwany Maximilianeum (od jego imienia) – obecnie Dom Pomocy Społecznej prowadzony przez zgromadzenie ss. boromeuszek. W 1926 na zlecenie ks. Brandysa malarz Kowalewski z Katowic odnowił kościelną polichromię. Ustawiono wówczas ołtarz św. Rodziny oraz figury św. Józefa, św. Franciszka z Asyżu, św. Antoniego, Najświętszej Marii Panny Niepokalanie Poczętej i krucyfiks, który był dziełem rzeźbiarza Folka z Pawłowic.
W 1973 roku świątynia otrzymała nowoczesny wystrój zaprojektowany przez inż. arch. Krystiana Laskego z Katowic. Pod pretekstem wymogów Soboru watykańskiego II zniszczono centralnie usytuowany witraż, ołtarz główny, usunięto balaski i stopnie w prezbiterium oraz polichromię. Nowy ołtarz został bliżej nawy głównej, a metalowa płaskorzeźba św. Michała Archanioła na tle betonowych słupów zastąpił drewniany ołtarz autorstwa Carla Bühla, dekorowany licznymi rzeźbami z obrazem św. Michała Archanioła umieszczonym pośrodku. Przez ostatnie kilkanaście lat kościół przechodził szereg remontów i restauracji. Zamontowano ogrzewanie podłogowe i kanalizację, wymieniona cały dach wraz z remontem wieży, położona nową granitową posadzkę i przemalowano wnętrze.
Na początku 2015 roku konserwator diecezjalny w porozumieniu z ks. proboszczem parafii zadecydował o odtworzeniu pierwotnego ołtarza wg rysunku projektowego Carla Bühla. Do zrekonstruowanego ołtarza użyto oryginalnych rzeźb, które zostały zabezpieczone przez parafię. Po fachowo przeprowadzonej konserwacji trafiły z powrotem na ołtarz. Nie odzyskano oryginalnego obrazu św. Michała Archanioła, który trafił do jednej z parafii na Pomorzu. W jego miejsce została namalowana kopia różniąca się kolorystyką od oryginału.

## Działalność parafialna
Siedziba parafii św. Michała Archanioła znajduje się przy ulicy Kościelnej 1 w Siemianowicach Śląskich, na terenie dzielnicy Michałkowice. W kościele parafialnym w niedzielę i święta odprawianych jest sześć mszy świętych, natomiast w dni powszednie dwie. Funkcjonuje tu ponad dziesięć grup parafialnych skierowanych dla osób w różnym wieku i o różnej tematyce. Przy parafii funkcjonuje biblioteka parafialna.
Parafia zarządza cmentarzem parafialnym znajdujących się przy ulicy Maciejkowickiej.